# Frederik I van Vianden
Frederik I van Vianden (overleden rond 1154) was graaf van Vianden. Hij behoorde tot het huis Vianden.

## Levensloop
Frederik I, de zoon van onbekende ouders, was in de eerste helft van de 12e eeuw graaf van Vianden, voogd van de Abdij van Prüm en oppervoogd van het aartsbisdom Trier.
In 1141 kwam Frederik in conflict met graaf Hendrik IV van Luxemburg over de aanhorigheid van de Sint-Maximinusabdij, toen de Luxemburgse graaf met een leger voor de stadspoorten van Trier opdook. Via diplomatie kon Frederik de val van de stad verijdelen en na een plundering van de omgeving trokken de troepen van Hendrik zich terug. Waarschijnlijk als beloning voor zijn diensten in het conflict met Hendrik IV van Luxemburg, wees Albero van Montreuil, de aartsbisschop van Trier, hem datzelfde jaar de helft van de burcht van Arras toe als leengoed. Ook de volgende jaren viel Hendrik IV meermaals Trier aan, maar dan wel zonder bemiddeling van Frederik I van Vianden. Vanaf 1142 was Herman van Stahleck, de paltsgraaf aan de Rijn, immers volwassen, waarna die de oppervoogdij over het aartsbisdom Trier uitoefende.
Een aantal jaren later, op het moment dat de relaties tussen Vianden en het aartsbisdom Trier tegen het einde van het Triers-Luxemburgs conflict bekoeld waren, bezette Frederik de burcht van Arras volledig. De volgende jaren besteedde hij om plundertochten diep in het aartsbisdom te trekken. Nadat de graaf zijn uitvalsbasis evenwel verloor, verzoende hij zich opnieuw met Adalbero en nam hij opnieuw een functie aan diens hof aan. 
Frederik I van Vianden overleed rond het jaar 1154.

## Nakomelingen
Frederik I en zijn onbekend gebleven echtgenote hadden op zijn minst vier kinderen:
- Siegfried I (overleden in 1171), graaf van Vianden
- Frederik II (overleden in 1187), graaf van Vianden en Neder-Salm
- Gerhard (overleden in 1212), abt van de Abdij van Prüm
- Adelheid, huwde met graaf Albrecht van Molbach